# Соціал-демократична партія Литви
Соціал-демократична партія Литви (лит. Lietuvos socialdemokratų partija, LSDP) — литовська лівоцентристська політична партія.

## Історія
Соціал-демократична партія Литви була заснована 1 травня 1896 року. Це була перша литовська політична партія і одна з найбільших партій, які ініціювала зібрання під назвою Великий Вільнюський Сейм у в 1905 році. Партія була однією з основних політичних сил в незалежній Литви у період між 1918 і 1940 роками. Після виборів у 1926 році партія сформувала лівий коаліційного уряду з Литовським селянським народним союзом. Цей уряд було розпущено після Литовського державного перевороту 1926 року. Авторитарний режим Антанаса Сметона заборонив всі політичні партії в 1936 році.
Під час радянської епохи в Литві не існувало опозиційних політичних партій. З 1945 року була організована партійна робота у вигнанні.
У 1989 в Литві соціал-демократична партія була відновлена. Економіст Казімєрас Антанавічюс був обраний лідером партії. У 1990-1992 роках партія мала 9 місць у парламенті. Всі інші вибори за перше десятиліття нової незалежності Литви не були дуже успішними для партії: у 1992-1996 партія мала 8 місць, на виборах в 1996 році вона отримала 7 місць, а також 5 місць по одномандатних округах. У 1999 з'їзд партії обрав нового лідера Вітяніса Андріукатіса. Почалися переговори між Демократичною робітничою партією Литви (остання партія була відома як Комуністична партія Литви до 1990 року) і ті члени, які були проти, заснували нову партію, що називалася «Соціал-демократія 2000» (тепер вона називається «Соціал-демократичний союз Литви»). Об'єднана соціал-демократична коаліція двох партій, отримала 51 місце в литовському парламенті на виборах в 2000 році. Вони залишився в опозиції до 2001 року, коли був сформований уряд екс-президента Альгірдаса Міколаса Бразаускаса. У 2001 році Соціал-демократична партія Литви та Демократичної партії праці Литви злилися. Після возз'єднання Альгірдас Бразаускас був обраний лідером партії.
За підсумками парламентських виборів 2004 року СДПЛ, що виступила в коаліції з партією «Новий союз (соціал-ліберали)» Артураса Паулаускаса, отримала 20 місць (11 у НС (СЛ); коаліція зібрати 246 852 (20,65%) голосів). Після переговорів і створення чотирьохпартійної коаліції (СДПЛ, НС (СЛ), Партія праці, Союз селян і нової демократії) представник СДПЛ Альгірдас Бразаускас знову став прем'єр-міністром країни, крім того, члени партії отримали портфелі міністрів оборони, фінансів, комунікацій, охорони навколишнього середовища та освіти. Після урядової кризи 2006 року Бразаускас пішов у відставку, і новим прем'єр-міністром в уряді меншості став член СДПЛ Гедімінас Кіркілас. На парламентських виборах 2008 року партія отримала 144 675 (11,73%) голосів і 25 місць і, не зумівши сформувати уряд, перейшла в опозицію.
Партія також представлена в Європарламенті — вона отримала 2 з 13 відведених для Литви місць на виборах 2004 року (173 888 (14,4%) голосів) і 3 із 12 - на виборах 2009 року (102 347 (18,12%) голосів). СДПЛ входить в Соцінтерн і Партію європейських соціалістів.
Представники партії тричі брали участь у виборах президента Литви, але кожен раз невдало. У 2002-03 роках Вітеніс Повілас Андрюкайтіс отримав 105 584 (7,3%) голосів і зайняв п'яте місце, у 2004 році Чесловас Юршенас зайняв у першому турі п'яте місце з результатом в 147 610 (11,9%) голосів, а в 2009 році Альгірдас Буткевічус зайняв друге місце, набравши 162549 (11,83%) голосів.
12-13 жовтня 2009 року в штаб-квартирі СДПЛ в Вільнюсі спершу стався вибух, а потім в будівлю була кинута пляшка із запальною сумішшю.
На муніципальних виборах 2011 року партія отримала найбільшу кількість місць — 328 з 1526 (181453 голосів з 1,1 млн.). У Вільнюсі партія отримала 5 місць з 51, в Каунасі — 6 з 41.

## Результати виборів

### Вибори до Cейму
| Вибори                                   | Голосів    | %          | Місць      | +/–        | Уряд                 |
| ---------------------------------------- | ---------- | ---------- | ---------- | ---------- | -------------------- |
| 1920                                     | 87,051     | 12.8 (#3)  | 13 / 112   | ▬0         | Опозиція             |
| 1922                                     | 84,643     | 10.4 (#5)  | 11 / 78    | ▼2         | Опозиція             |
| 1926                                     | 173,250    | 17.0 (#2)  | 15 / 85    | ▲7         | Коаліція             |
| 1936                                     | Заборонена | Заборонена | Заборонена | Заборонена | Заборонена           |
| У вигнанні під час радянського правління |            |            |            |            |                      |
| 1992                                     | 112,410    | 6.0 (#4)   | 8 / 141    | ▲8         | Опозиція             |
| 1996                                     | 90,756     | 6.9 (#5)   | 12 / 141   | ▲4         | Опозиція             |
| 2000                                     | 457,294    | 31.1 (#1)  | 19 / 141   | ▲7         | Опозиція (2000-2001) |
| 2000                                     | 457,294    | 31.1 (#1)  | 19 / 141   | ▲7         | Коаліція (2001-2004) |
| 2004                                     | 246,852    | 20.7 (#2)  | 20 / 141   | ▲1         | Коаліція             |
| 2008                                     | 144,890    | 11.7 (#4)  | 25 / 141   | ▲5         | Опозиція             |
| 2012                                     | 251,610    | 19.2 (#2)  | 38 / 141   | ▲13        | Коаліція             |
| 2016                                     | 183,597    | 15.0 (#3)  | 17 / 141   | ▼21        | Коаліція (2016-2017) |
| 2016                                     | 183,597    | 15.0 (#3)  | 17 / 141   | ▼21        | Опозиція (2017-2020) |
| 2020                                     | 108,649    | 9.6 (#3)   | 13 / 141   | ▼4         | Опозиція             |

1. ↑  Голоси пропорційного представництва
2. ↑  Брали участь в Соціал-демократичній Коаліції Альгірдаса Бразаускаса (разом з Демократичною партією праці Литви, Союзом росіян Литви та Партією нової демократії)
3. ↑  Брали участь у коаліції "Робота в імʼя Литви" (разом із Новим cоюзом (cоціал-ліберали))

### Вибори до Європарламенту
| Вибори | Голосів | %         | Місць  | +/– |
| ------ | ------- | --------- | ------ | --- |
| 2004   | 173,888 | 14.4 (#2) | 2 / 13 | ▲2  |
| 2009   | 102,347 | 18.1 (#2) | 3 / 12 | ▲2  |
| 2014   | 197,477 | 17.3 (#2) | 2 / 11 | ▼1  |
| 2019   | 199,220 | 15.9 (#2) | 2 / 11 | ▬0  |

### Президентські вибори
| Рік       | Кандидат                  | Перший тур                | Перший тур                | Другий тур                | Другий тур                | Результат                 |                           |
| Рік       | Кандидат                  | Голосів                   | %                         | Голосів                   | %                         | Результат                 |                           |
| --------- | ------------------------- | ------------------------- | ------------------------- | ------------------------- | ------------------------- | ------------------------- | ------------------------- |
| 1993      | Не брали участь у виборах | Не брали участь у виборах | Не брали участь у виборах | Не брали участь у виборах | Не брали участь у виборах | Не брали участь у виборах | Не брали участь у виборах |
| 1997-1998 | Витяніс Андрюкайтіс       | 105,916                   | 5.72                      |                           |                           | Програв                   |                           |
| 2002-2003 | Витяніс Андрюкайтіс       | 105,584                   | 7.30                      |                           |                           | Програв                   |                           |
| 2004      | Чесловас Юршенас          | 147,610                   | 11.85                     |                           |                           | Програв                   |                           |
| 2009      | Альгірдас Буткявічюс      | 162,665                   | 11.82                     |                           |                           | Програв                   |                           |
| 2014      | Зіґмантас Бальчітіс       | 181,659                   | 13.83                     | 486,214                   | 40.92                     | Програв                   |                           |
| 2019      | Витяніс Андрюкайтіс       | 68,118                    | 4.81                      |                           |                           | Програв                   |                           |